# Utrecht (provinca)
Utrecht ( nizozemska izgovorjava: [ˈytrɛxt] ()), uradno Provinca Utrecht (nizozemsko Provincie Utrecht), je pokrajina Nizozemske. Nahaja se v središču države, na severovzhodu meji na Eemmeer, na vzhodu in jugovzhodu na pokrajino Gelderland, na zahodu in jugozahodu na pokrajino Južno Holandijo ter na pokrajino Severno Holandijo na severozahodu in severu. Pokrajina Utrecht ima od novembra 2019 1.353.596 prebivalcev. Meri približno 1485 km2. Poleg istoimenske prestolnice so večja mesta v pokrajini Amersfoort, Houten, Nieuwegein, Veenendaal, IJsselstein in Zeist. Najbolj obremenjena železniška postaja na Nizozemskem, Utrecht Centraal, se nahaja v provinci Utrecht.

## Zgodovina
Utrechtska škofija je bila ustanovljena leta 695, ko je papež Sergij I. v Rimu posvetil svetega Willibrorda za frizijskega škofa. S soglasjem frankovskega vladarja Pipina Herstalskega se je naselil v stari rimski utrdbi v Utrechtu. Po Willibrordovi smrti je škofija močno trpela zaradi vpadov Vikingov. Boljši časi so nastopili v času vladavine saških cesarjev, ki so pogosto klicali utrechtske škofe na cesarske posvete in zbore. Leta 1024 so škofje postali knezi Svetega rimskega cesarstva in ustanovljena je bila nova knezo-škofija Utrecht. Leta 1122 je bila z Wormskim konkordatom razveljavljena cesarjeva investiturna pravica, stolni kapitelj pa je dobil pravico voliti škofa. Vendar je bilo to pravico kmalu dolžno deliti s štirimi drugimi kolegijskimi kapitlji v mestu. Tudi grofje Holandije in Gueldersa, med ozemlji katerih ležijo dežele utrechtskih škofov, so si prizadevali pridobiti vpliv na zapolnitev škofovskega sedeža. To je pogosto povzročalo spore in posledično se je Sveti sedež pogosto vmešal v volitve. Po sredini 14. stoletja so papeži večkrat neposredno imenovali škofa, ne glede na pet kapitljev.
Med "vojno trnkov in trske" so se za Utrecht borile sile burgundskega vojvode, kar je vodilo do prve utrechtske državljanske vojne (1470-1474) in druge državljanske vojne v Utrechtu (1481-1483).
Leta 1527 je škof prodal svoja ozemlja in s tem svojo posvetno oblast cesarju Svetega rimskega cesarstva Karlu V. in kneževina je postala sestavni del habsburških gospoščin, ki so že vključevale večino drugih nizozemskih provinc. Kapitlji so prenesli svojo pravico do izvolitve škofa na Karla V. in njegovo vlado, s čimer je pod političnim pritiskom po plenitvi Rima privolil papež Klement VII. Vendar pa habsburška vladavina ni trajala dolgo, saj se je Utrecht leta 1579 pridružil nizozemskemu uporu proti Karlovemu nasledniku Filipu II . in tako postal del Nizozemske republike.
Med drugo svetovno vojno so nemške sile  z Utrechtom upravljale vse do splošne kapitulacije Nemcev na Nizozemskem 5. maja 1945. Pokrajino so okupirale Kanadske zavezniške sile 7. maja 1945. Mesta Oudewater, Woerden, Vianen in Leerdam so bila prenešena iz Južne Holandije na Utrecht v letih 1970, 1989, 2002 in 2019.

## Geografija
Na vzhodu Utrechta leži utrechtsko hribovje (nizozemsko: Utrechtse Heuvelrug), veriga hribov, ki so jo kot stransko moreno pustili jezi ledeniškega ledu po slani poledenitvi, ki je bila pred zadnjo ledeno dobo. Zaradi pomanjkanja hranilnih snovi v hitro odcednih peščenih tal je bil večji del pokrajine, ki je bila prej porasla z vresjem, zasajen z nasadi borovcev. Jug pokrajine ima značilnosti rečnih pokrajin. Zahod sestavljajo večinoma travniki. Na severu so velika jezera, ki nastanejo z izkopavanjem šote iz barij, ki so nastala po zadnji ledeni dobi.

### Narava
Eno najbolj privlačnih naravnih območij v provinci je Vechtstreek ("regija Vecht"), ki se nahaja na obeh straneh reke Vecht.
Mednarodna naravovarstvena organizacija, ki ima sedež svoje nizozemske podružnice v tej provinci (pri Zeistu), je WWF. "Natuur en Milieu" ("Narava in okolje") je nacionalna naravovarstvena organizacija, katere sedež je v tej provinci (v mestu Utrecht).

### Občine
Provinca Utrecht je razdeljena na 26 občin.
| Prebivalstvo province Utrecht po državi rojstva staršev državljanov (2020) | Prebivalstvo province Utrecht po državi rojstva staršev državljanov (2020) |
| Država/ozemlje                                                             | Prebivalstvo                                                               |
| -------------------------------------------------------------------------- | -------------------------------------------------------------------------- |
| Nizozemska                                                                 | 1.036.856 (76,53 %)                                                        |
| Maroko                                                                     | 57.563 (4,24 %)                                                            |
| Indonezija                                                                 | 31.934 (2,35 %)                                                            |
| Turčija                                                                    | 30.783 (2,27 %)                                                            |
| Nemčija                                                                    | 20.089 (1,48 %)                                                            |
| Surinam                                                                    | 19.441 (1,43 %)                                                            |
| Nizozemski Karibi                                                          | 9.063 (0,67 %)                                                             |
| Poljska                                                                    | 8.006 (0,59 %)                                                             |
| Predloga:Podatki države SOV Sovjetska zveza                                | 6873 (0,50 %)                                                              |
| Združeno kraljestvo                                                        | 6864 (0,50 %)                                                              |
| Kitajska                                                                   | 6.276 (0,46 %)                                                             |
| Jugoslavija                                                                | 6201 (0,45 %)                                                              |
| Belgija                                                                    | 5759 (0,43 %)                                                              |
| Irak                                                                       | 5145 (0,38 %)                                                              |
| Indija                                                                     | 5071 (0,37 %)                                                              |
| Drugo                                                                      | 98.910 (7,30 %)                                                            |

## Gospodarstvo
Bruto domači proizvod (BDP) regije je leta 2018 znašal 71,5 milijarde €, kar je predstavljalo 9,2 % nizozemske gospodarske proizvodnje. BDP na prebivalca, prilagojen kupni moči, je v istem letu znašal 47.900 € ali 159 % povprečja držav članic Evropske unije.

## Znameniti prebivalci
- Papež Adrian VI, edini nizozemski papež.
- Kemik in meteorolog C. H. D. Buys Ballot .
- Umetniki Piet Mondrian, Gerrit Rietveld in Theo van Doesburg .
- Založnik Anton Hart, specializiran za vprašanja zdravstvenega varstva
- Nogometaš Marco van Basten
- Nogometaš Mohamed Ihattaren